# 대중민주당
대중민주당(大衆民主黨)은 2024년에 창당된 대한민국의 정당이다.

## 주요 선거 결과

### 국회의원 선거
|  | 0% |

|  | 0.02% |

|  | 0% |